# Сан Хосе ла Реформа (Окосинго)
Сан Хосе ла Реформа (шп. San José la Reforma) насеље је у Мексику у савезној држави Чијапас у општини Окосинго. Насеље се налази на надморској висини од 731 м.

## Становништво
Према подацима из 2010. године у насељу је живело 7 становника.

### Хронологија
| Година       | 2000       | 2005 | 2010 |
| ------------ | ---------- | ---- | ---- |
| Становништво | 11 (5 / 6) | 4    | 7    |

### Попис
| # | Индикатор                     | Вредност |
| - | ----------------------------- | -------- |
| 1 | Укупно домаћинстава           | 10       |
| 2 | Укупно насељених домаћинстава | 2        |
| 3 | Величина локације             | 1        |